# یوانپ (بازیکن فوتبال، زاده ۱۹۹۱)
یوانپ (انگلیسی: Juanpe؛ زادهٔ ۳۰ آوریل ۱۹۹۱) بازیکن فوتبال اهل اسپانیا است.
از باشگاه‌هایی که در آن بازی کرده‌است می‌توان به باشگاه فوتبال لاس پالماس، باشگاه فوتبال راسینگ سانتاندر، باشگاه فوتبال گرانادا، و باشگاه فوتبال رئال وایادولید اشاره کرد.